# Lotfi A. Zadeh
Lotfali Askar Zadeh (sinh 4 tháng 2 năm 1921), thường được biết với tên Lotfi A. Zadeh, là một nhà toán học, kỹ sư điện tử, nhà tin học chuyên ngành trí tuệ nhân tạo và giáo sư danh dự  ngành khoa học máy tính của trường Đại học California tại Berkeley. 

## Cuộc đời và sự nghiệp
Zadeh sinh tại Baku, Cộng hòa Xã hội chủ nghĩa Xô viết Azerbaijan  với tên khai sinh Lotfi Aliaskerzadeh , trong một gia đình Iran gốc Azerbaijan. Cha ông, Rahim Aleskerzade, quê ở Ardabil là một phóng viên thường trú của Iran còn mẹ ông, Fanya Koriman, một phụ nữ Nga gốc Do Thái  là một bác sĩ nhi khoa . Chính phủ Liên Xô thời điểm này lấy lòng các phóng viên nước ngoài nên gia đình sống khá thoải mái ở Baku . Zadeh học tiểu học trong ba năm ở đây , mà về sau ông nhận xét: "đã có một ảnh hưởng đáng kể và lâu dài đến tư duy và cách nhìn nhận sự vật của tôi" .
Năm 1931, khi Zadeh 10 tuổi, gia đình ông chuyển về quê nhà ở Tehran. Zadeh đăng ký học trường Alborz. Đó là một trường dòng của Giáo hội Trưởng Nhiệm. Tám năm sau, ông tốt nghiệp trường này và cũng gặp người vợ tương lai của mình, Fay, ở đây . Zadeh sau nhận xét rằng ông đã bị "ảnh hưởng sâu sắc" bởi cách truyền giáo "cực kỳ lịch sự, tốt đẹp, trung thực và hữu ích" từ những người Mỹ điều khiển trường này. "Đối với tôi họ đại diện cho những điều tốt nhất mà bạn có thể tìm thấy ở Hoa Kỳ - những con người từ Trung Tây với cội nguồn rõ ràng. Họ thực sự là những người giúp đỡ những kẻ hoạn nạn, sẵn sàng từ bỏ lợi ích của mình vì lợi ích của người khác. Vì vậy, thái độ này ảnh hưởng đến tôi sâu sắc. Nó cũng gieo vào lòng tôi một ước muốn sâu xa sống tại Hoa Kỳ" . Trong thời gian này, Zadeh cũng được cấp một số bằng sáng chế .
Mặc dù sử dụng tiếng Nga nhuần nhuyễn hơn tiếng Ba Tư, Zadeh tham gia kì thi đại học và đứng thứ ba toàn quốc . Ông đứng đầu lớp trong hai năm đầu đại học. Năm 1942, ông tốt nghiệp Đại học Tehran ngành kĩ thuật điện. Ông là một trong ba sinh viên duy nhất tốt nghiệp ngành này trong năm. Do Chiến tranh thế giới thứ hai, Liên Xô đánh chiếm Iran vì vua Iran lúc đó Reza Shah là một người thân Đức. Liên Xô cùng Anh quản lý đất nước Iran. Hơn 3 vạn lính Mỹ cũng có mặt. Zadeh làm việc cho cha mình, một nhà buôn ngũ kim và vật liệu xây dựng với quân Mỹ .
Năm 1943, Zadeh quyết định di cư sang Mỹ, tới Philadelphia qua con đường Cairo sau khi trễ vài tháng vì giấy tờ hoặc tàu bè. Ông tới Mỹ vào giữa năm 1944, sau đó đăng ký học sau đại học tại Học viện Công nghệ Massachusetts (M.I.T.) . Trong thời gian ở Mỹ, ông đổi tên thành Lotfi Asker Zadeh .
Ông nhận bằng thạc sĩ về kỹ thuật điện ở M.I.T. năm 1946, sau đó đăng ký học tiếp Đại học Columbia vì cha mẹ ông định cư ở New York . Columbia nhận ông làm nghiên cứu sinh và cho phép ông làm trợ giảng . Ông nhận học vị tiến sĩ về kỹ thuật điện tại Columbia năm 1949 và trở thành giáo sư dự khuyết  năm sau đó .
Zadeh giảng dạy 10 năm tại Columbia, được bổ nhiệm chức danh giáo sư năm 1957. Từ năm 1959 ông dạy ở Đại học California tại Berkeley. Ông đề ra lý thuyết về tập mờ, một công trình có tầm ảnh hưởng sâu rộng về sau, năm 1965. Trong nghiên cứu này ông trình bày chi tiết về mặt toán học của lý thuyết tập mờ. Năm 1973 ông công bố lý thuyết về logic mờ.

## Cuộc sống và đức tin cá nhân
Zadeh được coi là "nhanh chóng thoát ra khỏi chủ nghĩa dân tộc, nhấn mạnh có những vấn đề đáng quan tâm hơn nhiều trong cuộc sống", như câu trả lời trong một lần phỏng vấn của ông: ""Câu hỏi rõ ràng không phải là tôi là người Mỹ, Nga, Iran, Azerbaijan hay bất cứ dân tộc nào khác. Tôi đã được định hình bởi tất cả những dân tộc và những nền văn hóa trên và tôi cảm thấy khá thoải mái khi ở giữa họ  Zadeh cũng phát biểu trong cùng cuộc phỏng vấn đó: "Ngoan cố và kiên trì. Không sợ bị lôi kéo vào tranh luận. Đó rõ ràng là truyền thống Thổ. Đó cũng là một phần tính cách của tôi. Tôi có thể rất cứng đầu. Đó có thể là điều có lợi cho sự phát triển của logic mờ" . Ông tự mô tả mình là "một người Mỹ hướng tới toán, một kỹ sư điện gốc Iran, sinh tại Nga" .
Zadeh cưới Fay Zadeh và có hai con, Stella và Norman Zadeh.

## Công trình khoa học

### Tập mờ và hệ thống mờ
Zadeh, trong lý thuyết của mình về tập mờ, đề xuất việc sử dụng hàm thành viên (trong khoảng [0,1]) hoạt động trên mọi giá trị có thể thuộc tập xác định. Ông đề xuất những phép toán mới cho việc tính toán logic và chỉ ra rằng logic mờ là sự tổng quát hoá của logic cổ điển và logic Bool. Ông cũng đề xuất số mờ là một trường hợp đặc biệt của tập mờ, cũng như những luật tương ứng cho các phép toán thích hợp (số học mờ) .

### Những công trình khác
Lotfi Zadeh là người, cùng với John R. Ragazzini, đi tiên phong trong việc phát triển phương pháp biến đổi z trong xử lý và phân tích tín hiệu thời gian rời rạc theo thời gian năm 1952. Những phương pháp này ngày nay là tiêu chuẩn trong Xử lý tín hiệu số, điều khiển tín hiệu và các hệ thống rời rạc theo thời gian được sử dụng trong công nghiệp và nghiên cứu. Ông là biên tập viên cho tạp chí International Journal of Computational Cognition.
Công trình gần đây nhất của Zadeh về Tính toán với từ vựng và nhận thức. Những bài báo mới nhất của ông công bố năm 2005, khi ông đã 84 tuổi.

## Những công bố chọn lọc
- 1965. Fuzzy sets. Information and Control. 1965; 8: 338–353.
- 1965. "Fuzzy sets and systems". In: Fox J, editor. System Theory. Brooklyn, NY: Polytechnic Press, 1965: 29–39.
- 1972. "A fuzzy-set-theoretical interpretation of linguistic hedges". Journal of Cybernetics 1972; 2: 4–34.
- 1973. "Outline of a new approach to the analysis of complex systems and decision processes". IEEE Trans. Systems, Man and Cybernetics, 1973; 3: 28–44.
- 1974. "Fuzzy logic and its application to approximate reasoning". In: Information Processing 74, Proc. IFIP Congr. 1974 (3), pp. 591–594.
- 1975. "Fuzzy logic and approximate reasoning". Synthese, 1975; 30: 407–428.
- 1975. "Calculus of fuzzy restrictions". In: Zadeh LA, Fu KS, Tanaka K, Shimura M, editors. Fuzzy Sets and their Applications to Cognitive and Decision Processes. New York: Academic Press, 1975: 1–39.
- 1975. "The concept of a linguistic variable and its application to approximate reasoning", I-III, Information Sciences 8 (1975) 199–251, 301–357; 9 (1976) 43–80.
- 2002. "From computing with numbers to computing with words — from manipulation of measurements to manipulation of perceptions" trên International Journal of Applied Math and Computer Science, pp. 307–324, vol. 12, no. 3, 2002.

## Giải thưởng và vinh danh
Zadeh là thành viên của IEEE, Viện hàn lâm Nghệ thuật và Khoa học Hoa Kỳ, Hiệp hội kỹ thuật tính toán (ACM), Hiệp hội vì sự phát triển của Trí tuệ nhân tạo, Viện hàn lâm kỹ nghệ quốc gia. Ông cũng là thành viên của Viện hàn lâm khoa học các nước Azerbaijan, Ba Lan, Bulgaria, Hàn Quốc, Phần Lan và Viện hàn lâm quốc tế về các nghiên cứu hệ thống ở Moskva. Ông nhận được 24 bằng tiến sĩ danh dự .

### Những giải thưởng chính
Dưới đây liệt kê những giải thưởng chính Zadeh nhận được, bên cạnh nhiều giải thưởng khác.
- IEEE Education Medal; 1973[13]
- IEEE Richard W. Hamming Medal, vì "những đóng góp sâu sắc cho khoa học thông tin và hệ thống thông tin, bao gồm khái niệm về tập mờ"; 1992[14]
- American Society of Mechanical Engineers Rufus Oldenburger Medal; 1993
- Giáo sư danh dự của Viện hàn lâm Dầu mỏ quốc gia Azerbaijan; 1993
- IEEE Medal of Honor, vì "việc mở đường cho sự phát triển logic mờ và những ứng dụng đa dạng của nó"; 1995[15]
- American Automatic Control Council Richard E. Bellman Control Heritage Award; 1998
- ACM Allen Newell Award; 2001
- Outstanding Contribution Award, Web Intelligence Consortium (WIC), Halifax, Canada, 2003.
- Wall of Fame, Heinz Nixdorf MuseumsForum (HNF), Paderborn, Đức, 2004.
- V. Kaufmann Prize and Gold Medal, International Association for Fuzzy-Set Management and Economy (SIGEF), Barcelona, Tây Ban Nha, Nov. 15, 2004.
- J. Keith Brimacombe IPMM Award về sự phát triển lý thuyết tập mờ và logic mờ, 2005.
- Benjamin Franklin Medal về kỹ thuật điện của The Franklin Institute ở Philadelphia về những phát minh và phát triển trong lĩnh vực "logic mờ"; 2009
- Có tên trên Đại sảnh danh vọng về trí tuệ nhân tạo của tạp chí IEEE Intelligent Systems, 2011, "vì những đóng góp của ông về tính toán mềm, logic mờ và lý thuyết mạng nơ-ron".[16][17]